# Čadrg
Čadrg je naselje v Občini Tolmin, v Triglavskem narodnem parku. Dostop do vasi je po cesti iz Tolmina preko Hudičevega mostu nad koriti reke Tolminke in mimo Dantejeve jame (Zadlaška jama). Vas je znana po pridelavi sira Tolminc, poznana pa je tudi po komuni nekdanjih odvisnikov od drog, ki je je ustanovil don Pierino.

## Izvor krajevnega imena
Krajevno ime je zelo verjetno nastalo iz slovanskega osebnega imena Ča(je)dragъ, iz katerega se je razvilo ledinsko ime Čadrg ter krajevna imena Čadraže na Dolenjskem in Čadrug ter Čadreš v Benečiji. V starih listinah se kraj omenja leta 1257 kot Zadroc, 1377 Zadroch in Çadrach, 1515Tschadrach in 1523 kot Tscadra. 

## Lepa izletniška točka
Vas je lep cilj izleta, a skoznjo se velja sprehoditi peš. Še bolje je iti po vsej terasi, na primer do razgledišča Zlejžn ali pa na katerega od vrhov Spodnjebohinjskih gora.
- Pogled z razgledišča čez dolino Tolminke
- Hiša v Čadrgu